# Soppa ta'l-armla
Soppa ta'l-armla, que significa "sopa da viúva", é uma minestra exclusiva da culinária de Malta, a que se acrescenta, no fim da cozedura, queijo local, ġbejna, que derrete no caldo, e ovos crus que coagulam, tornando a sopa mais rica.
Esta sopa poderá ter obtido este nome da tradição dos vizinhos oferecerem comida às viúvas pobres. 